# 市道183號
市道183號 楠梓－五甲，是目前唯一全線均位於高雄市境內的南北向市道。北起高雄市楠梓區楠梓市區，沿途經高雄市鳳山區與台25線共線，南至高雄市前鎮區草衙，全長共計16.303公里（公路總局資料）。

## 支線

### 甲線
市道183甲線 第三號橋－頂庄，全線均位於高雄市鳳山區境內，北起高雄市鳳山市區，南至頂庄，全長4.617公里。

### 乙線
市道183乙線 鳥松 - 鳳山，北起高雄市鳥松區鳥松市區，南至高雄市鳳山區新庄子，全長4.891公里。

## 歷史沿革
主線
市道183號早年於1961年公告，並有一條支線，路線名稱為縣道183號 楠梓－汕尾，全長36.811公里。後路線調整成楠梓－五甲，其中楠梓段於1979年7月1日高雄市升格改制直轄市而解編成市區道路，並於1994年台灣公路第三次整編公告為縣道183號 高市界－五甲。2013年起解編，改名為市道183線 楠梓－五甲。
甲線
市道183甲線早年於與主線於1961年公告，路線名稱為縣道183甲線 鳳山－小港，全長9.903公里，1979年時屬高雄縣小港鄉併入其市轄區，1983年縮短及調整路線里程，1994年公告為高市界－第三號橋。2013年起解編，改名為市道183甲線 第三號橋－頂庄。
乙線
市道183乙線最早起於1978年的鄉道高61線 鳥松－高雄，全長4.467公里。後調整其路線並升格成縣道，1999年公告為縣道183乙線 鳥松－大華村。2013年起解編，改名為市道183乙線 鳥松－鳳山，終點延伸至鳳山（澄清光復路口，區道高62線與區道高69線交叉）。

## 行經行政區域
主線
全線均位於高雄市境內。
| 楠梓區 | 楠梓市區   | 0.000  | 台22線           | 公路起點             |
| 楠梓區 | －         |        |                  |                      |
| 楠梓區 | 中埔       | －     | （地區道路）     |                      |
| 楠梓區 | 楠梓交流道 | －     | 國道一號         | 國道一號僅設北出南入 |
| 仁武區 | 楠梓交流道 | －     | 國道一號         | （同上）             |
| 仁武區 | 竹子門     | －     | 高51線           |                      |
| 仁武區 | 後安       | －     | 高51線           | 0                    |
| 仁武區 | 後安       | 2.498  | 高52-1線         | 0                    |
| 仁武區 | 竹子門     | 2.498  | 高52-1線         |                      |
| 仁武區 | 仁武市區   | 2.498  | 高52-1線         | 0                    |
| 仁武區 | 仁武市區   | －     | 高53線           | 與高53線共線起點     |
| 仁武區 | 仁武市區   | －     | 高53線           | 與高53線共線終點     |
| 仁武區 | －         |        |                  |                      |
| 仁武區 | 灣子內     | －     | 高55線           |                      |
| 仁武區 | 考潭       | －     | （地區道路）     |                      |
| 鳥松區 | 夢裡       | 7.579  | （地區道路）     |                      |
| 鳥松區 | －         |        |                  |                      |
| 鳥松區 | 鳥松市區   | －     | 高56線           |                      |
| 鳥松區 | 鳥松市區   | 8.750  | 市道183乙線      | 市道183乙線起點      |
| 鳥松區 | 崎仔腳     | 8.750  | 市道183乙線      | （同上）             |
| 鳥松區 | 崎仔腳     | －     | 高58線           | 高58線起點           |
| 鳥松區 | 崎仔腳     | －     | （地區道路）     | 0                    |
| 鳳山區 | 牛潮埔     | －     | （地區道路）     | 0                    |
| 鳳山區 | 牛潮埔     | －     | （地區道路）     | 0                    |
| 鳳山區 | 赤山       | －     | （地區道路）     |                      |
| 鳳山區 | 牛潮埔     | 11.500 | 台1線 · 台25線   | 與台25線共線起點     |
| 鳳山區 | 牛潮埔     | －     | 台25線 · 高60線  | 高60線起點           |
| 鳳山區 | 鳳山市區   | －     | 台25線 · 高62線  | 高62線終點           |
| 鳳山區 | 鳳山市區   | －     | 台1戊線 · 台25線 | 與台25線共線終點     |
| 鳳山區 | 鳳山市區   | －     | 市道183甲線      | 市道183甲線起點      |
| 鳳山區 | 道爺廍     | －     | 高69線           |                      |
| 鳳山區 | 七老爺     | 13.587 | 高69-1線         |                      |
| 鳳山區 | 一甲       | 15.760 | 市道188號        | 市道188號起點        |
| 鳳山區 | 五甲       | －     | （地區道路）     |                      |
| －     |            |        |                  |                      |
| 前鎮區 | 草衙       | 17.225 | 台17線           | 公路終點             |
| 共線   |            |        |                  |                      |

甲線
全線均位於高雄市境內。
| 鳳山區 | 鳳山市區   | 0.000 | 市道183號          | 公路起點 |  |
| 鳳山區 | －         |       |                    |          |  |
| 鳳山區 | 竹子腳     | －    | （地區道路）       |          |  |
| 鳳山區 | 灣子頭     | －    | （地區道路）       |          |  |
| 鳳山區 | －         |       |                    |          |  |
| 鳳山區 | 過埤       | －    | （地區道路）       |          |  |
| 鳳山區 | 鳳山交流道 | 3.920 | 台88線 · 市道188號 |          |  |
| 鳳山區 | 頂庄       | 4.617 | （地區道路）       | 公路終點 |  |
|        |            |       |                    |          |  |

乙線
全線均位於高雄市境內。
| 鄉鎮 市區 | 地點     | 里程 （km） | 交會道路         | 備註                |  |
| --------- | -------- | ----------- | ---------------- | ------------------- |  |
| 鳥松區    | 鳥松市區 | 0.000       | 市道183號        | 公路起點            |  |
| 鳥松區    | 鳥松市區 | －          | 高專1線          | 高專1線終點         |  |
| 鳥松區    | 山子腳   | 2.280       | （地區道路）     |                     |  |
| 三民區    | 獅頭     | －          | 台1線            |                     |  |
| 鳳山區    | 新庄子   | 4.891       | 高62線           |                     |  |
| 鳳山區    | 新庄子   | －          | 台1戊線 · 高69線 | 公路終點 高69線起點 |  |
|           |          |             |                  |                     |  |

## 沿線路名
| 主線 - 楠梓路 - 建楠路 - 鳳楠路 - 鳳仁路 - 中正路 - 鳳松路 - 經武路 - 維新路 - 五甲一路 - 五甲二路 - 五甲三路 | 甲線 - 中山路 - 王生明路 - 鳳頂路 | 乙線 - 大埤路 - 澄清路 |

## 沿線設施與景點
| 主線 - 楠梓交流道（ 國道一號） - 仁大工業區 - 曹公圳 - 鳳山縣新城南門遺址 - 高雄市立福誠高級中學 | 甲線 - 陸軍步兵訓練指揮部 - 中正國防幹部預備學校 - 鳳山交流道（ 台88線） | 乙線 - 澄清湖 - 澄清湖棒球場 - 高雄長庚醫院 - 鳥松濕地公園 - 正修科技大學 - 寶業滯洪公園 - 正義車站（屏東線） - 國立鳳山高級中學 - 高雄市政府鳳山行政中心 |